# Gmina Skočov
Gmina Skočov (polsky Gmina Skoczów) je gmina v jižním Polsku ve Slezském vojvodství v okrese Těšín. Skládá se z:
- města Skočov (Skoczów) – 14 828 obyvatel (2016), rozloha 9,85 km²

a 10 starostenství:
- Blatnice (Bładnice) – 859 obyvatel, rozloha 2,91 km²
- Harbutovice (Harbutowice) – 883 obyvatel, rozloha 1,77 km²
- Kyčice (Kiczyce) – 1 127 obyvatel, rozloha 7,30 km²
- Kovále (Kowale) – 688 obyvatel, rozloha 3,49 km²
- Mezisvětí (Międzyświeć) – 1 078 obyvatel, rozloha 2,98 km²
- Ochaby (Ochaby) – 2 128 obyvatel, rozloha 13,18 km²
- Prstec (Pierściec) – 1 918 obyvatel, rozloha 7,09 km²
- Pohoří (Pogórze) – 1 972 obyvatel, rozloha 8,63 km²
- Vilémovice (Wilamowice) – 543 obyvatel, 2,78 km²
- Vislice (Wiślica) – 764 obyvatel, rozloha 3,57 km²

Dohromady má celá gmina rozlohu 63,6 km² (8,7 % území okresu) a ke dni 30. 06. 2016 zde žilo 26 788 obyvatel (15,1 % obyvatelstva okresu).
Sousedí s gminou Jasenice na východě, gminou Brenná na jihovýchodě, městem Ustroň na jihu, gminou Holešov na jihozápadě, gminou Dubovec na západě a gminou Strumeň a gminou Chyby na severu.
Gmina leží na území Těšínského Slezska. Centrální část gminy se z geomorfologického hlediska nachází ve Slezském podhůří a jedná se o oblast s dobře rozvinutým zemědělstvím. Severní část gminy kolem vesnice Ochaby patří k rybníkářské oblasti zvané Žabí kraj. Skočov je významným průmyslovým střediskem polského Slezska.